# Drumontiana nakamurai
Drumontiana nakamurai là một loài bọ cánh cứng trong họ Cerambycidae.